# Mathieu Peybernes
Mathieu Peybernes (Toulouse, 21 de outubro de 1990) é um futebolista profissional francês que atua como defensor.

## Carreira
Mathieu Peybernes começou a carreira no Sochaux.